# Ferdinand Raimund

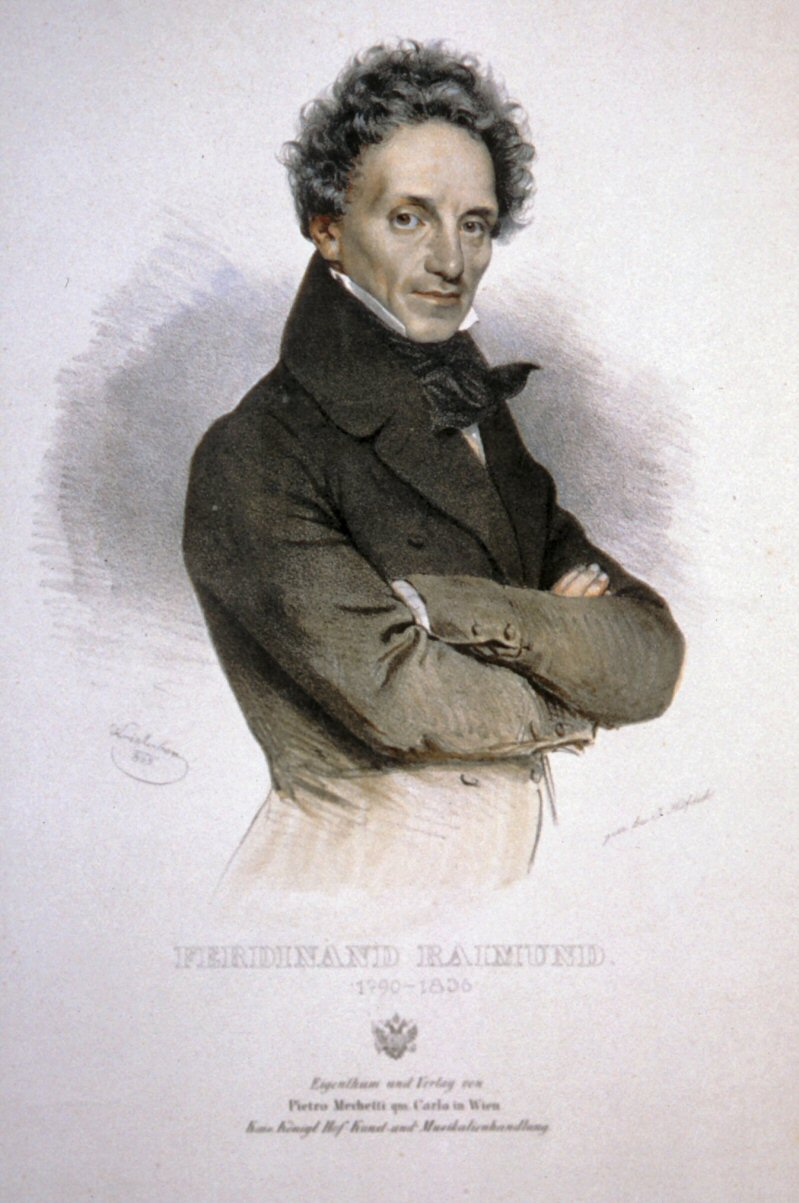
Ferdinand Raimund, in 1835 door Josef Kriehuber geportretteerd

Ferdinand Raimund (Wenen, 1 juni 1790 — Pottenstein, 5 september 1836) was een Oostenrijks schrijver uit de Biedermeier, en de belangrijkste vertegenwoordiger van de toverklucht, de Zauberposse.

## Leven
Raimund leerde aanvankelijk voor suikerbakker, maar begon al vroeg in Wenen toneel te spelen. In 1823 schreef hij zijn eerste volksstuk, dat een succes werd. Hij schreef daarop nog twee andere, gelijkaardige stukken, en werd op slag beroemd in de Duitstalige wereld.
Na het succes van Der Bauer als Millionär poogde Raimund zijn stukken een diepere morele boodschap mee te geven; aanvankelijk had hij magische komedies geschreven, sprookjes die voortbouwden op de Baroktraditie, en die het 'eenvoudige' publiek, geheel in
Biedermeierstijl, een harmonieuze, betoverde wereld van elfen, geesten en feeën voorspiegelden. Men dient te onthouden dat het Oostenrijk waarin Raimund schreef de autoritaire Metternich-staat was: het theater was aan rigoureuze censuur onderworpen, en er was weliswaar een zekere economische stabiliteit, maar het culturele, sociale en religieuze leven werd door de overheid streng bewaakt. Het 'geoorloofde' theater was het kleinburgerlijke, ordentelijke universum van morele plichten en beloningen dat zich op de Volksbühne afspeelde: in deze traditie schreef Raimund zijn populairste stukken, en zijn komisch talent droeg tot hun goede receptie bij. Toen hij echter het 'hogere', tragische theater in zijn stukken poogde op te nemen, haakte het publiek af: Moisasurs Zauberfluch en Die gefesselte Phantasie waren mislukkingen.
Middelerwijl had Raimund, naast zijn professionele ongeluk, problemen in zijn privéleven: zijn huwelijk met Luise Gleich was stukgelopen, en het ware onbetamelijk geweest indien hij zijn relatie met Antonie Wagner had bekendgemaakt. Hij was tot artistiek directeur van het Theater van de Leopoldstadt benoemd, maar meende de taak niet aan te kunnen. In de zomer van 1828 schreef hij, in het besef dat hij rekening diende te houden met wat zijn publiek gewend was, Der Alpenkönig und der Menschenfeind. Dit werd zijn allergrootste succes; het stuk heeft meer psychologische diepgang dan de voorgaande, en toch baadt het geheel en
al in de sprookjesachtige sfeer van het Biedermeier-volkstheater. Het enthousiaste onthaal van de Alpenkönig was eveneens te danken aan de muziek van Wenzel Müller, in zijn tijd een razend populair componist en concurrent van Mozart, voor wie de muziek bij dit toneelstuk een laatste grote meesterwerk is geweest. De Alpenkönig was zodanig populair, dat het stuk in een Engelse vertaling in 1831 drie maanden lang in het Adelphi-theater te Londen werd gespeeld. Raimund werd in die periode over heel Europa een gevierd auteur.
De labiele Raimund kreeg aan het thuisfront zeer sterke concurrentie van Johann Nestroy, die ook in de volksstijl schreef, maar in het algemeen veel gedurfder en satirischer was. De twee werden al snel rivalen. Als reactie op het reusachtige succes van Nestroys Lumpazivagabundus schreef Raimund Der Verschwender; hij bleek nog steeds een publiekslieveling te zijn. Ondanks de loftuitingen aan zijn adres kampte Raimund met zware twijfels; hij werd in toenemende mate hypochondrisch. In 1836 waande hij aan hondsdolheid te lijden, en ten einde raad pleegde hij zelfmoord door zich een kogel in de mond te schieten.
Ferdinand Raimunds roem is, althans buiten Oostenrijk, grotendeels getaand. Hij wordt vooral om Der Alpenkönig und der Menschenfeind herinnerd; het stuk handelt over een misantroop die door allerlei geesten geleerd wordt van de mensen te houden. Naar 21ste-eeuwse maatstaven zijn de melancholische, sentimentele taferelen en de magische 
sprookjessfeer ietwat naïef; anderzijds verschillen Raimunds technieken niet zo zeer van die uit bijvoorbeeld Mozarts Zauberflöte. Men zou de stukken van Raimund in feite minder als toneelstukken dan als operettes moeten uitvoeren; in wezen gaat het
om Gesamtkunstwerke, waarin muziek en dans een even belangrijke positie als de lyriek en het drama innemen. Raimund wordt hoofdzakelijk op de Oostenrijkse volksscène nog ten tonele gebracht.

## Werken
- 1823 Der Barometermacher auf der Zauberinsel
- 1824 Der Diamant des Geisterkönigs
- 1826 Das Mädchen aus der Feenwelt oder der Bauer als Millionär
- 1827 Moisasurs Zauberfluch
- 1828 Die gefesselte Phantasie
- 1828 Der Alpenkönig und der Menschenfeind
- 1834 Der Verschwender

- Bibliothèque nationale de France: cb11937888m (data)
- CiNii: DA0285780X
- Gemeinsame Normdatei: 118597914
- International Standard Name Identifier: 0000 0001 1071 4259
- Library of Congress Control Number: n50054960
- Nationale Bibliotheek van Letland: 000339956
- MusicBrainz: 0fa355ec-9a80-4ada-b27c-704af6d7b272
- Bibliotheek van het Japanse parlement: 00820877
- Nationale Bibliotheek van Tsjechië: jn20010316123
- Nationale Bibliotheek van Israël: 987007266692505171
- Nationale Bibliotheek van Polen: a0000002817328
- Nederlandse Thesaurus van Auteursnamen: 071033734
- SNAC: w6sq912x
- Système universitaire de documentation: 027308421
- Trove: 992244
- Virtual International Authority File: 76324877
- WorldCat: E39PBJkHmjkwRTjwPpq3DY3PcP